# Ренан дос Сантос
Ренан дош Сантош (на португалски: Renan dos Santos, кратка форма Ренан, на бразилски португалски, Ренан дус Сантус), е бразилски футболист, вратар, играч на Лудогорец (Разград) от януари 2017 г. . Получава български паспорт на 8 май 2018.

## Кариера

### „Лудогорец"
Дебютира за „Лудогорец" в ППЛ на 1 април 2017 г. в срещата ЦСКА-София-„Лудогорец" 0 – 2 .

## Успехи

### „Лудогорец“
- Шампион на България: 2016 – 17, 2017 – 18, 2018 – 19, 2019/20
- Суперкупа на България: 2018, 2019